# Labskaus

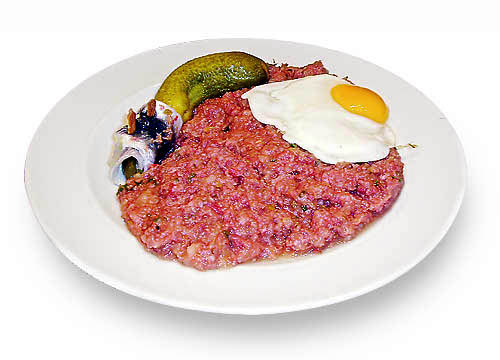
Labskaus z ogórkiem konserwowym, rolmopsem i jajkiem sadzonym

Labskaus – tradycyjne niemieckie danie mięsne, powszechnie spożywane na północy tego kraju. Najczęściej robione z wołowiny, ziemniaków, buraków, cebuli i śledzi.  Podawane jest z jajkiem sadzonym, ogórkiem kiszonym i rolmopsem. 
Do powstania potrawy przyczynił się brak świeżej żywności na statkach pływających na Morzu Północnym, który wymusił na kucharzach przygotowywanie posiłków z dostępnych półproduktów. Powstałe dzięki temu danie z peklowanej wołowiny z dodatkiem warzyw długo utrzymywało świeżość i było sycące. Co roku w Wilhelmshaven odbywa się impreza kulinarna, podczas której zjadane są olbrzymie ilości tej potrawy.
Podobnym daniem w Szwecji jest pölsa.